# نوردند (فرانکفورت)
نوردند (به آلمانی: Frankfurt-Nordend) یک منطقهٔ مسکونی در آلمان است که در فرانکفورت واقع شده‌است. نوردند ۵۴٬۴۳۲ نفر جمعیت دارد.